# Mircea Fulger
Mircea Fulger est un boxeur roumain né le 26 janvier 1959.

## Carrière
Sa carrière amateur est principalement marquée par une médaille de bronze remportée aux Jeux olympiques de Los Angeles en 1984 dans la catégorie super-légers.

## Parcours auxJeux olympiques
Jeux olympiques d'été de 1984 à Los Angeles (poids super-légers) :
- Bat Jean Duarte (France) par arrêt de l'arbitre au premier round
- Bat Stefan Sjøstrand (Suède) 5-0
- Bat Lofti Belkhir (Tunisie) 5-0
- Perd contre Dhawee Umponmaha (Thaïlande) 0-5

## Référence
1. ↑  (en) Résultats des Jeux olympiques 1984 (amateur-boxing.strefa.pl)